# Jeremias Andersson
Andreas Jeremias Andersson, född 26 juni 1818 i Stockholm, död 24 december 1889 i Stockholm, var en svensk skolföreståndare och läroboksförfattare.

## Biografi
Jeremias Andersson föddes i Stockholm som son till Anders Ahrengren, ägare av en bordell och ett spelhus, och bror till teaterdirektören Oscar Andersson.
Andersson författade flera läroböcker inom matematik, bland annat Läran om största gemensamma divisorn för två algebraiska kvantiteter, Läran om logaritmer och serier för begynnare och till ledning vid självstudium, samt Proportionsläran jämte tillämpning därav på plana figurer. Uppställd på rent euklidisk grund.
Jeremias Andersson var gift med Maria Johanna Regina Roos af Hjelmsäter (1840–1911), dotter till Hampus Roos af Hjelmsäter och Henrietta Kahn. Paret bodde i kvarteret Elefanten och de fick tre döttrar: Hulda Maria, Klara Gertrud och Pauline Florentia.